# Pera de Abugos
Pera de Abugos es el nombre de una variedad cultivar de pera europea Pyrus communis. Esta pera está cultivada en la colección de la Estación Experimental Aula Dei (Zaragoza). Esta pera también está cultivada en diversos viveros entre ellos algunos dedicados a conservación de árboles frutales en peligro de desaparición. Esta pera es originaria de la  Provincia de Zaragoza concretamente en la comarca Campo de Daroca, donde tuvo su mejor época de cultivo comercial en la década de 1960, y actualmente en menor medida aún se encuentra.

## Sinonimia
- "Abugo",[8]
- "Peral de Abugo",[9]
- "7 en boca",
- "Perete",
- "Ceremeño"´,
- "Pera Cermeña".[10]

## Historia
'Pera de Abugos' está considerada incluida en las variedades locales autóctonas muy antiguas, cuyo cultivo se centraba en comarcas muy definidas. Se caracterizaban por su buena adaptación a sus ecosistemas y podrían tener interés genético en virtud de su adaptación. Se encontraban diseminadas por todas las regiones fruteras españolas, aunque eran especialmente frecuentes en la España húmeda. Estas se podían clasificar en dos subgrupos: de mesa y de cocina (aunque algunas tenían aptitud mixta).
'Pera de Abugos' es una variedad clasificada como de mesa, difundido su cultivo en el pasado por los viveros comerciales y cuyo cultivo en la actualidad se ha reducido a huertos familiares y jardines privados.

## Características
El peral de la variedad 'Pera de Abugos' tiene un vigor Medio; florece a inicios de mayo; tubo del cáliz en embudo con conducto medio y estrecho, y con pistilos verdes.
La variedad de pera 'Pera de Abugos' tiene un fruto de tamaño de diminuto a pequeño (enlace roto disponible en Internet Archive; véase el historial, la primera versión y la última).; forma esferoidal o turbinada aplastada, sin cuello o con cuello muy suave y poco perceptible, simétrica o ligeramente simétrica, y con contorno redondeado; piel lisa, brillante; con color de fondo amarillo verdoso o pajizo, sin chapa, presentando punteado muy menudo blanquecino o ruginoso-"russeting", aureolado de verde, "russeting" (pardeamiento áspero superficial que presentan algunas variedades) ausente o muy débil; pedúnculo largo, fino, ligeramente engrosado hacia los extremos, recto, con una o varias iniciaciones de yema, color verde o verde cobrizo, implantado a flor de piel, cavidad del pedúnculo nula, e importancia del "russeting" en cavidad peduncular ausente; anchura de la cavidad calicina nula; ojo grande en proporción al tamaño del fruto, abierto, base unida y prominente; sépalos con las puntas extendidas o rizadas, generalmente partidas.
Carne de color amarillo crema; textura medio firme; sabor característico de la variedad, amoscatelado o ligeramente alimonado, poco jugosa pero agradable; corazón muy pequeño, su forma con tendencia romboidal. Eje estrecho, generalmente hueco, interior lanoso. Celdillas muy pequeñas, situadas bastante altas, es muy frecuente que los frutos tengan sólo 4 carpelos. Semillas pequeñas, globosas o semiglobosas, blanquecinas.
La pera 'Pera de Abugos' tiene una época de maduración y recolección muy temprana a mediados de junio, se recolecta desde mediados de junio   hasta finales de junio. Se usa como pera de mesa fresca, y en cocina para hacer jaleas.